# Llibertat individual
La llibertat individual o autonomia individual és aquella situació d'autonomia o llibertat de l'individu respecte a tota força coercitiva de part d'altres individus o d'alguna institució. En filosofia política, la llibertat individual és equiparable a la llibertat negativa. En dret polític, la seva màxima expressió en l'edat moderna han estat els drets individuals o drets de primera generació en el marc del principi de legalitat, plantejats originalment pel liberalisme clàssic. Per a algunes ideologies i filosofies, especialment llibertaristes, la llibertat individual tindria el seu origen natural i el seu fonament ètic en la sobirania individual o propietat d'un individu sobre si mateix.